# Асмаев, Вячеслав Михайлович
Вячесла́в (Сла́вик) Миха́йлович Асма́ев (29 июня 1954, Бахтыбаево, Бирский район, Башкирская АССР, РСФСР, СССР) — марийский советский и российский танцор, балетмейстер, балетный педагог. Балетмейстер, художественный руководитель Государственного ансамбля танца «Марий Эл» (1995—2004, с 2014). Заслуженный артист Российской Федерации (1995). Народный артист Марийской АССР (1988). Лауреат Государственной молодёжной премии Марий Эл имени Олыка Ипая (1998).

## Биография
Родился 29 июня 1954 года в деревне Бахтыбаево ныне Бирского района Башкортостана в крестьянской семье.
В 1973 году окончил Башкирское республиканское культпросветучилище (г. Стерлитамак).
В 1973—1975 годах служил в рядах Советской армии в Закавказском военном округе.
В 1975 году приехал в г. Йошкар-Олу: артист балета, с 1990 года — балетмейстер-репетитор, с 1995 года — балетмейстер-постановщик, в 2001— 2004 годах и с 2014 года — художественный руководитель Государственного ансамбля танца «Марий Эл».
С 1993 года — художественный руководитель народного ансамбля танца «Рвезылык» при Марийском колледже культуры и искусств имени И. С. Палантая.
В 1995 году окончил РАТИ по «Хореографическое творчество» с присвоением квалификации «Балетмейстер ансамбля народного танца».
С 2000 года — преподаватель, с 2012 года — доцент кафедры культуры и искусств Марийского государственного университета.
В настоящее время живёт и работает в г. Йошкар-Оле.

## Балетмейстерская деятельность
Увлёкся танцами ещё в годы учёбы в Башкирском республиканском культпросветучилище. Был не только руководителем ансамбля, но и сам танцевал на всех праздничных мероприятиях, проходивших в Стерлитамакском Доме культуры.
Во время службы в армии участвовал в самодеятельности, ставил танцы народов СССР.
Внёс вклад в развитие хореографического искусства и образования Республики Марий Эл. Основываясь на фольклоре, создал уникальные национальные постановки, где оригинально сочетаются элементы народной и современной хореографии. Его новаторство заключается в отражении танцевальной культуры различных этнографических групп марийского народа, что проявилось в точной передаче местных исполнительских стилей, своеобразной пластике, народном костюме. Поставил марийские («Арборские женихи», «Верёвочка», «Ритмы предков», «Праздничная»), башкирские («На башкирских просторах»), татарские («На околице»), удмуртские («Танок»), чувашские («Деревенские забавы»), русские («Праздничный звон») и другие танцы.
Автор хореографических программ: «Ритмы предков» (2002), основанной на обрядах марийского народа, интернациональной — «Между Волгой и Уралом» (2003), «Танцы народов мира» (2011). В 2016 году поставил марийский танец «Топотушки» для Ансамбля народного танца имени Ф. Гаскарова.
В 2000 году в Марийском государственном университете создал ансамбль танца «Цармис».
Вместе с ансамблем танца «Марий Эл» гастролировал не только по России, но и в Италии, Германии и других странах мира.
Является автором 3 учебно-методических пособий и программ по хореографии. В 2004 году вышла в свет его книга «Марийский танец».
В 1988 году ему присвоено почётное звание «Народный артист Марийской АССР», а в 1995 году за заслуги в области искусства — почётное звание «Заслуженный артист Российской Федерации». Награждён орденом «За заслуги перед Марий Эл» II степени и медалями. Лауреат Всероссийского конкурса исполнителей сольного нар. танца и балетмейстеров постановщиков (Самара, 1993), Междунар. конкурса фестиваля исполнителей танца и хореографов-постановщиков «Михаил Мурашко приглашает друзей» (Йошкар Ола, 2011), Всероссийской премии «Грани Театра масс» в номинации «Лучший хореограф Театра масс» (Москва, 2011) и др. Созданный им народный ансамбль танца «Рвезылык» при Марийском колледже культуры и искусств имени И. С. Палантая в 1997 году стал лауреатом Всероссийского конкурса имени М. Эсамбаева. В 1998 году ему присуждена Государственная молодёжная премия Марий Эл имени Олыка Ипая.

## Признание
- Заслуженный артист Российской Федерации (19 октября 1995)[1][2] — за заслуги в области искусства[10]
- Народный артист Марийской АССР (1988)[1][2]
- Заслуженный артист Марийской АССР (1980)[1][2]
- Орден «За заслуги перед Марий Эл» II степени (2014)[1][2]
- Медаль ордена «За заслуги перед Марий Эл» (2009)[1][2]
- Государственная молодёжная премия Марий Эл имени Олыка Ипая (1998)[1][2]